# Riboflavin

Riboflavin

FAD

Riboflavin eller vitamin B2, även kallad vitamin G, är ett vattenlösligt vitamin. Det isolerades på 1930-talet ur mjölk och visade sig vara ett vattenlösligt kristallint ämne med gulgrön färg (flavus är latin för ’gulaktig’). Riboflavin är en nukleosid som består av en kvävehaltig bas och sockerderivatet ribitol. Riboflavin ingår i två koenzymer: flavinmononukleotid (FMN) och flavinadenindinukleotid (FAD) som båda har stor betydelse för kroppens oxidationsprocess. Om en fosfatgrupp kopplas på riboflavinmolekylen vid dess femte kolatom bildas FMN som i sin tur ingår som byggsten till FAD.
Riboflavin är centralt för cellernas energiproduktion och behövs för kolhydrat-, fett- och proteinförbränningen. Vitaminet deltar också vid produktionen av fleromättade fettsyror och flera viktiga hormoner. Det aktiverar och stödjer flera andra näringsämnen i deras uppgifter och effekter, bland annat niacin (vitamin B3), folsyra (vitamin B9) och pyridoxin (vitamin B6) samt K-vitamin. En annan viktig funktion är att bryta ner olika gifter och läkemedel i levern. Riboflavin är även en av kroppens viktigaste antioxidanter. Omvandlingen av riboflavin till dess aktiva enzymformer hämmas vid försämrad sköldkörtelfunktion samt vid störd funktion hos binjurarna.
Barn rekommenderas att dagligen inta 0,5–1,1 milligram riboflavin, kvinnor 1,2–1,3 milligram (1,6 milligram om de är gravida, 1,7 milligram om de ammar barn) och män 1,3–1,7 milligram.
Brist på riboflavin yttrar sig som irriterande sprickor i mungiporna, munvinkelragader, som kan botas med B-vitamintabletter med B2. I livsmedel finns riboflavin mest i lever, njure, mjölk, fil och yoghurt. Fem–sju deciliter mjölkprodukt tillsammans med annan mat täcker dagsbehovet för de flesta människor. Ost är en sämre källa – för att täcka dagsbehovet med enbart ost får man äta nästan ett halvt kilogram ost per dag. Mesost har dock högre riboflavininnehåll.
När riboflavin används som livsmedelsfärgämne har det E-nummer 101.